# 飯尾尚清
飯尾 尚清（いいのお ひさきよ）は、戦国時代から安土桃山時代にかけての武将。織田氏の家臣。尾張国奥田城・北島城主。赤母衣衆の一人。
諱は信宗とも伝わるが、尚清が正しいとされる。弘治2年（1556年）6月26日、父・飯尾定宗と共に、尾張守山城攻めに従軍。永禄3年（1560年）5月、桶狭間の戦いで父や大叔父・織田秀敏と共に鷲津の砦を守るが、今川軍に敗れて父は討ち死にし、尚清は敗走。以後は信長の馬廻となり、同年、母衣衆（赤母衣衆）に加わった。石山合戦、三木合戦などでは検視役を務めた。どちらかといえば吏僚的な活躍の方が多い。
天正2年（1574年）7月の伊勢国の長島一向一揆に参戦した。天正10年（1582年）、本能寺の変では長男・敏成が討ち死にした。信長の死後は、その次男・織田信雄に仕え、2200貫文を知行する。のち羽柴秀吉に仕えた。天正15年（1587年）、正五位上。天正18年（1590年）、従四位下、侍従に任じられる。
天正19年（1591年）2月22日に死去。享年63。家督は弟・重宗（敏宗）が継ぎ、次男・宗敏は重宗の子の敏隆の養子となっている。